# 사리면
사리면(沙梨面)은 대한민국 충청북도 괴산군에 설치된 면이다.

## 개요
괴산군의 남부에 있으며, 동쪽으로 문광면, 서는 증평군, 남은 청안면, 북은 원남면에 인접하고 있다. 사리면 중앙부에 소백산맥의 보광산(모래재)이 남북으로 위치하여 분수령을 이루고 있고 동부는 산악지대로 밭이 많고, 평야지로는 논이 많다. 주 소득원으로는 고추, 옥수수, 배추, 인삼, 벼, 축산, 한우 등이 있다.
사리면에는 기업체가 많이 있어서, 괴산 지역 경제에 많은 도움을 주고 있다. 대표적인 기업으로는 철도차량 관련 향토기업인 우진산전이 있다.

## 법정리
- 노송리(老松里)
- 방축리(方丑里)
- 사담리(沙潭里): 행정복지센터 소재지
- 소매리(笑梅里)
- 수암리(水巖里)
- 이곡리(梨谷里)
- 중흥리(中興里)
- 화산리(禾山里)

## 교육
- 보광초등학교 (사담리)
  - 백마분교 (폐교) - 사리로 517 (중흥리)
  - 화곡분교 (폐교) - 모래재로 941 (이곡리)